# Sarajevski ratni tunel
Sarajevski ratni tunel naziv je za tunel koji je napravljen tijekom opsade Sarajeva 1993. godine. Tunel je napravljen ispod aerodromske piste i povezivao je 2 teritorija, koje je držala ARBIH (Dobrinju i Butmir) pa se tako i tunel zvao "Tunel D-B". 
Tunel je dug oko 720 metara, a visok oko 1,5 m dok je na nekim dijelovima bio visok i do 1,8 m. Tunel se u službenim razgovorima ARBIH i UN vodio pod imenom "Tunel kojeg nema". Bio je najstrožija tajna Sarajeva, jer su pomoću tunela u Sarajevo stizali: hrana, oružje, cigarete istovremeno ga je ABiH-a koristila za izvlačenje jedinica.
Tijekom 1994., u tunelu su postavljene male šine po kojima su išla mala kolica i tako se olakšao transport. Također tijekom 1994. godine za tunel je saznala vojska Republike Srpske nakon čega je Ratko Mladić kontaktirao Aerodrom kojeg su držali pripadnici UN-a i tražio da se tunel sruši i zatvori. Potom je VRS pokušala kopanjem drugog tunela i preusmjeravanjem rijeke Željeznice potopiti tunel i tako ga onesposobiti, međutim ta im namjera nije uspjela.
Nakon rata, tunel je postao muzej i o njemu je snimljen dokumentarni film "Tunel – Tajna opsade Sarajeva".

## Galerija
- Unutrašnjost tunela
- Kolica za transport kroz tunel
- "Predsjednička stolica" za prijevoz važnijih osoba kroz tunel
- Muzej sarajevskog tunela

- | Logotip Zajedničkog poslužitelja | Zajednički poslužitelj ima stranicu o temi Sarajevski ratni tunel |